# Liste des plus hautes constructions de Charlotte
La liste des plus hautes constructions de Charlotte regroupe les plus hauts gratte-ciel et bâtiments situés dans la ville de Charlotte, dans l'État de Caroline du Nord, aux États-Unis. La construction la plus élevée de la ville, qui culmine à 265 m (871 pieds) de hauteur depuis 1992, est le gratte-ciel Bank of America Corporate Center. Sa hauteur la place à la première place des bâtiments les plus hauts de l'État de Caroline du Nord, et à la 25e place des bâtiments les plus hauts des États-Unis. Le deuxième plus haut gratte-ciel de la ville de Caroline est le projet architectural, en cours de construction, du nom de Duke Energy Center, qui s'élève à 233 mètres, mais dont les travaux se sont arrêtés au début de l'année 2009. Le gratte-ciel du nom de Hearst Tower, d'une hauteur de 201 mètres, est la seconde construction achevée la plus haute de la ville et de l'État de Caroline du Nord. Huit des dix bâtiments les plus élevés de Caroline du Nord se situent dans la ville de Charlotte.

## Description
La construction de gratte-ciel à Caroline remonte à l'année 1895, au cours de laquelle fut bâti l'Independence Building. D'une hauteur de 57 mètres (186 pieds), comportant 14 étages, il est considéré comme le premier gratte-ciel construit à Charlotte et en Caroline du Nord. Bien que classé dans le « Registre national des lieux historiques » des États-Unis, il fut détruit en 1981 pour permettre la construction du 101 Independence Center. La ville a connu une période de relative croissance dans la construction de gratte-ciel au début des années 1970, et un boom plus important de 1982 jusqu'à aujourd'hui. Durant cette période, 15 des 22 bâtiments les plus hauts que compte aujourd'hui la ville furent achevés, dont le Bank of America Corporate Center et la Hearst Tower. La ville compte à ce jour quatre bâtiments de plus de 150 mètres de hauteur, et six si on y inclut deux gratte-ciel en cours de construction. Le panorama urbain de la ville de Charlotte, si l'on se base sur les structures construites ou en cours de construction de plus de 150 mètres, est le troisième plus élevé du Sud-Est des États-Unis, derrière Miami et Atlanta, le cinquième plus élevé du Sud américain, et le dix-huitième plus élevé de l'ensemble des États-Unis. [A]
Contrairement à d'autres villes américaines, la croissance du nombre de projets architecturaux de grande hauteur n'a pas fléchi après les années 1990, puisque huit des plus hauts édifices ont été construits ces dix dernières années. Le plus haut bâtiment en cours de construction, qui a débuté en 2007 et dont les travaux ont été suspendus en 2009, est le Duke Energy Center, qui deviendra lorsqu'il sera achevé le deuxième bâtiment le plus haut de la ville. Différents projets architecturaux sont prévus dans les années à venir, dont la résidence 210 Trade et le gratte-ciel The Vue, qui compteront tous deux une cinquantaine d'étages. Lorsqu'il sera achevé, le 210 Trade sera la construction résidentielle la plus haute de la ville et de l'État de Caroline du Nord.

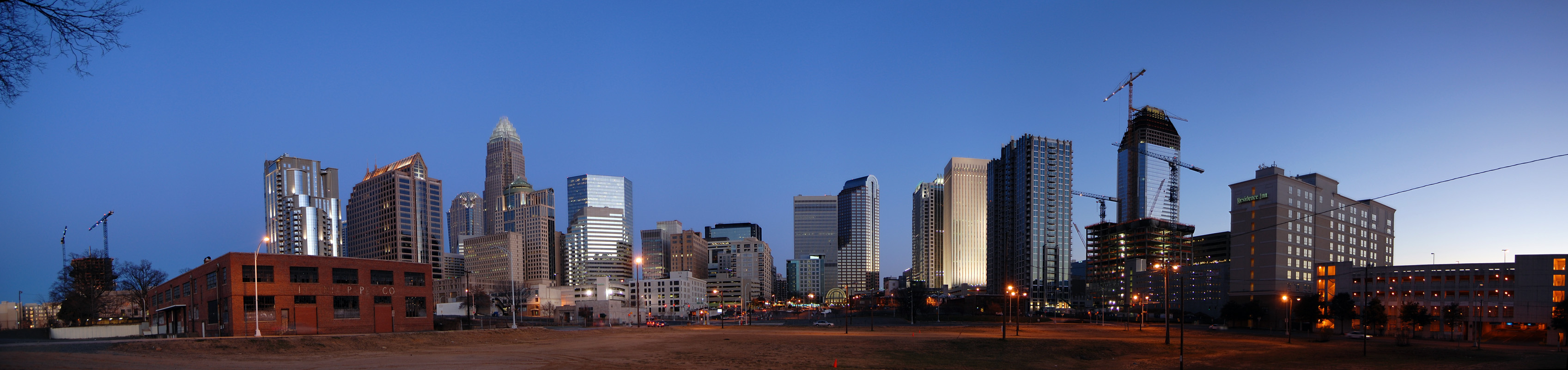
Panorama de Charlotte au lever du soleil.

## Classement des bâtiments construits
| Classement | Gratte-ciel                      | Image | Hauteur pied / m | Étages | Année de construction | Notes |
| ---------- | -------------------------------- | ----- | ---------------- | ------ | --------------------- | --- |
| 1          | Bank of America Corporate Center |       | 871 / 265        | 60     | 1992                  | 76e plus haut gratte-ciel au monde, 25e plus haut des États-Unis; Plus haut gratte-ciel de la ville de Charlotte et de l'État de Caroline du Nord depuis 1992, |
| 2          | Duke Energy Center               |       | 786 / 240        | 48     | 2010                  | , |
| 3          | The Vue                          |       | 660 / 202        | 47     | 2010                  | |
| 4          | Hearst Tower                     |       | 659 / 201        | 47     | 2002                  | , |
| 5          | One Wells Fargo Center           |       | 588 / 179        | 42     | 1988                  | Plus haut gratte-ciel de la ville de Charlotte dans les années 1980; Connu à l'origine sous le nom de One First Union Center, et One Wachovia Center.          |
| 6          | Bank of America Plaza            |       | 503 / 153        | 40     | 1974                  | Gratte-ciel le plus élevé de Charlotte dans les années 1970,                                                                                                   |
| 7          | 121 West Trade                   |       | 462 / 141        | 32     | 1990                  | Également connu sous le nom de Interstate Tower,. |
| 8          | Museum Tower                     |       | 456 / 139        | 32     | 2017                  | Résidentiel. |
| 8          | Three Wells Fargo Center         |       | 450 / 137        | 32     | 2000                  | Anciennement Three First Union Center, et Three Wachovia Center                                                                                                |
| 9          | Fifth Third Center               |       | 447 / 136        | 30     | 1997                  | Également connu sous le nom de IJL Financial Center et 201 North Tryon,                                                                                        |
| 10         | Two Wells Fargo Center           |       | 433 / 132        | 32     | 1971                  | Anciennement baptisé Two First Union Center, et Two Wachovia Center                                                                                            |
| 11         | Avenue                           |       | 425 / 130        | 36     | 2007                  | Plus haut gratte-ciel résidentiel achevé de Charlotte et de Caroline du Nord,                                                                                  |
| =12        | 400 South Tryon                  |       | 420 / 128        | 32     | 1974                  | Également connu sous le nom de Duke Energy Plaza. Anciennement baptisé Wachovia Corporate Center and First Union Corporate Center,                             |
| =12        | Carillon Tower                   |       | 394 / 120        | 24     | 1991                  | , |
| 14         | Charlotte Plaza                  |       | 388 / 118        | 27     | 1982                  | , |
| 15         | Catalyst                         |       | 338 / 103        | 27     | 2009                  | [ 29 ] |
| 16         | 525 North Tryon                  |       | 330 / 101        | 19     | 1999                  | Également connu sous le nom de Odell Plaza, |
| 17         | TradeMark                        |       | 325 / 99         | 28     | 2007                  | [ 32 ] |
| 18         | First Citizens Plaza             |       | 320 / 98         | 23     | 1985                  | , |
| 19         | The Arlington                    |       | 310 / 94         | 22     | 2002                  | , |
| 20         | 101 Independence Center          |       | 301 / 92         | 20     | 1983                  | , |
| 21         | BB&T Center                      |       | 300 / 91         | 22     | 1975                  | , |
| 22         | 200 South Tryon                  |       | 299 / 91         | 18     | 1961                  | Gratte-ciel de la ville de Charlotte le plus élevé dans les années 1960,                                                                                       |
| 23         | The Westin Charlotte             |       | 293 / 89         | 25     | 2003                  | Plus haut hôtel de la ville de Charlotte, |
| 24         | 112 Tryon Plaza                  |       | 280 / 85         | 22     | 1926                  | Plus haut gratte-ciel de la ville dans les années 1920 |
| 25         | Metropolitan Tower I             |       | 250 / 76         | 18     | 2008                  | [ 46 ] |
| 26         | 129 West Trade                   |       | 227 / 69         | 15     | 1958                  | Plus haut gratte-ciel construit dans les années 1950, |
| 27         | 440 South Church                 |       | 207/63           | 15     | 2009                  | |